# Komunikacija životinja
Komunikacija životinja je prenos informacija sa jedne ili grupe životinja (pošiljaoca ili pošiljalaca) na jednu ili više drugih životinja (primaoca ili primalaca) koji utiče na trenutno ili buduće ponašanje primaoca. Informacije se mogu slati namerno, kao u udvaranju, ili nenamerno, kao u prenosu mirisa sa predatora na plen pomoću kajromona. Informacije se mogu preneti na „publiku“ od nekoliko primalaca. Komunikacija sa životinjama je brzo rastuća oblast proučavanja u disciplinama kao što su ponašanje životinja, sociologiju, neurologiju i kognicija životinja. Mnogi aspekti ponašanja životinja, kao što su simbolična upotreba imena, emocionalno izražavanje, učenje i seksualno ponašanje, shvataju se na nove načine.
Kada informacija od pošiljaoca promeni ponašanje primaoca, informacija se naziva „signal”. Teorija signalizacije predviđa da bi se signal održao u populaciji, i pošiljalac i primalac obično treba da imaju neku korist od interakcije. Smatra se da proizvodnja signala od strane pošiljalaca i percepcija i naknadni odgovor primaoca evoluiraju zajedno. Signali često uključuju više mehanizama, npr. i vizuelni i slušni, a da bi se signal razumeo, potrebno je pažljivo proučavanje koordinisanog ponašanja i pošiljaoca i primaoca.

## Modovi

### Vizualno
- Gestovi: Većina životinja razume komunikaciju kroz vizuelni prikaz karakterističnih delova tela ili telesnih pokreta. Životinje će otkriti ili naglasiti deo tela da bi prenele određene informacije. Roditelj hariški galeb pokazuje svoj svetlo žuti kljun na tlu pored svojih pilića kada se vrati u gnezdo sa hranom. Pilići pokazuju preklinjujući odgovor tako što tapkaju crvenu tačku na donjoj mandibuli roditeljskog kljuna. Ovaj signal stimuliše roditelja da povrati hranu i završava signal hranjenja. Karakteristična morfološka odlika koja je naglašena u ovoj komunikaciji je kljun sa crvenim pegama roditelja, dok tapkanje prema zemlji čini crvenu tačku vidljivom piletu, što demonstrira prepoznatljivo kretanje.[4] Frans de Val je proučavao bonobe i šimpanze da bi shvatio da li je jezik na neki način evoluirao gestovima. Otkrio je da čovekoliki majmuni i ljudi koriste samo namerne gestove za komunikaciju.[5]
- Izraz lica: Još jedan važan signal emocija u komunikaciji sa životinjama su gestovi lica. Plave i žute are su proučavane da bi se razumelo kako  reaguju na interakcije sa poznatim čuvarom životinja. Studije pokazuju da su plave i žute are često pocrvenele tokom međusobnih interakcija sa negovateljem.[6] U drugom eksperimentu, Džefri Mogil je proučavao izraz lica kod miševa kao odgovor na povećanje bola. Otkrio je da miševi imaju pet prepoznatljivih izraza lica: zatezanje orbite, izbočenje nosa i obraza i promene u ušima i brkovima.[7]
- Praćenje pogledom: društvene životinje koriste praćenje pogledom kao oblik komunikacije kroz praćenje orijentacije glave i očiju kod drugih sisara.[8] Studije su sprovedene na čovekolikim majmunima, majmunima, psima, pticama, vukovima i kornjačama, i fokusirale su se na dva različita zadatka: „pratiti pogled drugog u udaljeni prostor“ i „pratiti [geometrijski] pogled drugog oko vizuelne barijere, npr. tako što se ponovo pozicioniraju kako bi pratili znak pogleda kada su suočeni sa barijerom koja im blokira pogled".[9] Dokazano je da širok spektar životinja pokazuje ovo poslednje, međutim samo su čovekoliki majmuni, psi, vukovi i gavrani bili u stanju da prate tuđi pogled u daleki prostor. Marmozeti i ibisi nisu bili u stanju da pokažu „praćenje geometrijskog pogleda“. Istraživači još uvek nemaju jasnu sliku o kognitivnoj osnovi praćenja pogledom, ali razvojni dokazi ukazuju da se „jednostavno” praćenje i „geometrijsko” praćenje verovatno oslanjaju na različite kognitivne mehanizme.[8]
- Promena boje: Promena boje može se razdvojiti na promene koje se dešavaju tokom rasta i razvoja, i one izazvane raspoloženjem, društvenim kontekstom ili abiotičkim faktorima kao što je temperatura. Potonji se vide u mnogim taksonima. Neki glavonošci, kao što su hobotnica i sipa, imaju specijalizovane ćelije kože (hromatofore) koje mogu da promene prividnu boju, neprozirnost i refleksivnost njihove kože.[10] Pored njihove upotrebe za kamuflažu, brze promene boje kože se koriste tokom lova i u ritualima udvaranja.[11] Sipa može istovremeno prikazati dva potpuno različita signala sa suprotnih strana svog tela. Kada mužjak se sipe udvara ženki u prisustvu drugih mužjaka, on pokazuje muški uzorak okrenut prema ženki i ženski uzorak okrenut ka drugoj strani, kako bi prevario druge mužjake.[12] Neki signali boja se javljaju u ciklusima. Na primer, kada ženka maslinskog pavijana počne da ovulira, njeno anogenitalno područje nabrekne i postaje svetlo crveno/ružičasto. Ovo signalizira mužjacima da je spremna za parenje.[13] Humboltove lignje su bioluminiscentne i stoga sposobne da vizuelno komuniciraju u mračnom okeanskom okruženju.[14]
- Bioluminiscentna komunikacija: Komunikacija proizvodnjom svetlosti se obično javlja kod kičmenjaka i beskičmenjaka u okeanima, posebno na dubinama (npr. riba udičarki). Dva dobro poznata oblika kopnene bioluminiscencije javljaju se kod svitaca i sjajnih crva. Drugi insekti, larve insekata, člankoviti crvi, paukoliki zglavkari, pa čak i vrste gljiva poseduju bioluminiscentne sposobnosti. Neke bioluminiscentne životinje same proizvode svetlost dok druge imaju simbiotski odnos sa bioluminiscentnim bakterijama.[15] Životinje pokazuju bioluminiscentno svetlo kako bi namamile plen, privukle partnera ili se zaštitile od potencijalnih predatora.[16]

## Literatura
- Bickerton, D. (2005). Language evolution: a brief guide for linguists. link
- Deacon, T. W. (1997) The Symbolic Species: The Co-evolution of Language and the Human Brain. . Allen Lane: The Penguin Press. ISBN 0-393-03838-6. Недостаје или је празан параметар |title= (помоћ)
- Fitch, W.T.; Hauser, M.D. (2004). „Computational constraints on syntactic processing in a nonhuman primate” (PDF). Science. 303 (5656): 377—380. Bibcode:2004Sci...303..377F. PMID 14726592. S2CID 18306145. doi:10.1126/science.1089401.
- Fouts, R. S. (1973). „Acquisition and testing of gestural signs in four young chimpanzees”. Science. 180 (4089): 978—80. Bibcode:1973Sci...180..978F. PMID 17735931. S2CID 38389519. doi:10.1126/science.180.4089.978.
- Gabrić P (2022). „Overlooked evidence for semantic compositionality and signal reduction in wild chimpanzees (Pan troglodytes)”. Animal Cognition. 25 (3): 631—643. PMID 34822011. doi:10.1007/s10071-021-01584-3.
- Gardner R. Allen and Gardner Beatrice T. (1980) Comparative psychology and language acquisition. In Thomas A. Sebok and Jean-Umiker-Sebok (eds.): Speaking of Apes: A Critical Anthology of Two-Way Communication with Man. New York: Plenum Press, pp. 287–329.
- Gomez, R.L; Gerken, L. (2000). „Infant artificial language learning and language acquisition”. Trends in Cognitive Sciences. 4 (5): 178—186. PMID 10782103. S2CID 15933380. doi:10.1016/S1364-6613(00)01467-4.
- Goodall, J. (1964). „Tool Using and Aimed Throwing in a Community of Free-Living Chimpanzees”. Nature. 201 (4926): 1264—1266. Bibcode:1964Natur.201.1264G. PMID 14151401. S2CID 7967438. doi:10.1038/2011264a0.
- Hauser, M.D.; Chomsky, N.; Fitch, W.T. (2002). „The faculty of language: what is it, who has it, and how did it evolve?”. Science. 298 (5598): 1569—1579. PMID 12446899. doi:10.1126/science.298.5598.1569.
- Hayes, C. (1951). The Ape in Our House. New York: Harper & Row.
- Herman, L. M.; Forestell, P. H. (1985). „Reporting presence or absence of named objects by a language-trained dolphin”. Neuroscience and Biobehavioral Reviews. 9 (4): 667—691. PMID 4080284. S2CID 6959236. doi:10.1016/0149-7634(85)90013-2.
- Herman, L. M. Kuczaj; Holder, M. D.; Holder, Mark D. (1993). „Responses to anomalous gestural sequences by a language-trained dolphin: Evidence for processing of semantic relations and syntactic information”. Journal of Experimental Psychology: General. 122 (2): 184—194. PMID 8315399. doi:10.1037/0096-3445.122.2.184.
- Hockett, C. (1960). „The origin of speech”. Scientific American. 203 (3): 88—96. Bibcode:1960SciAm.203c..88H. PMID 14402211. doi:10.1038/scientificamerican0960-88.
- Holder, M. D., Herman, L. M. & Kuczaj, S. III (1993). A bottlenosed dolphin's responses to anomalous gestural sequences expressed within an artificial gestural language. In H. R. Roitblat, L. M. Herman & P.E. Nachtigall (Eds): Language and Communication: Comparative Perspectives, 299–308. Hillsdale, NJ: Lawrence Erlbaum.
- Hurford J.R., Studdert-Kennedy, M., & Knight, C. (Eds.) (1998) Approaches to the evolution of language: Social and cognitive bases. Cambridge: Cambridge University Press.
- Huxley, Julian & Ludwig Koch (photographs by Ylla) 1938. Animal language. Text by Julian Huxley, long-playing record of animal language by Ludwig Koch. London, Country Life. Reprinted and republished by Grosset & Dunlap, New York 1964. Record in the 1964 reissue is by Columbia Special Products, 33 1/3 rpm, small format, ZVT 88894. Side 1 contains Sounds at the Zoo (presumably Zoological Society of London) and African sounds; side 2 African sounds continued.
- Kako, E. (1999). „Elements of syntax in the systems of three language-trained animals”. Animal Learning & Behavior. 27: 1—14. doi:10.3758/BF03199424 .
- Kanwal, J.S.; Matsumura, S.; Ohlemiller, K.; Suga, N. (1994). „Analysis of acoustic elements and syntax in communication sounds emitted by mustached bats”. Journal of the Acoustical Society of America. 94 (3): 1229—1254. Bibcode:1994ASAJ...96.1229K. PMID 7962992. doi:10.1121/1.410273.
- Kellogg, W.N., & Kellogg, L.A. (1933). The ape and the child.  New York: Whittlesey House (McGraw-Hill).
- Knight, C., Studdert-Kennedy, M., Hurford, J.R. (Eds.) (2000). The evolutionary emergence of language: Social function and the origins of linguistic form. Cambridge: Cambridge University Press.
- Kohts. N. (1935). Infant ape and human child. Museum Darwinianum, Moscow.
- Ladygina-Kohts, N.N, & de Waal, F.B.M. (2002). Infant Chimpanzee and Human Child: A Classic 1935 Comparative Study of Ape Emotions and Intelligence (Tr: B. Vekker).  New York: Oxford University Press.
- Lenneberg, E.H. (1971). „Of language, knowledge, apes, and brains”. Journal of Psycholinguistic Research. 1 (1): 1—29. PMID 24197536. S2CID 986088. doi:10.1007/BF01066934.
- Miles, H.L. (1990) "The cognitive foundations for reference in a signing orangutan" in S.T. Parker and K.R. Gibson (eds.) "Language" and intelligence in monkeys and apes: Comparative Developmental Perspectives. Cambridge University Press.
- Pinker, S. (1984).  Language Learnability and Language Development. Cambridge, MA: Harvard University Press.  Reprinted in 1996 with additional commentary.
- Pinker, S.; Bloom, P. (1990). „Natural language and natural selection”. Behavioral and Brain Sciences. 13 (4): 707—784. CiteSeerX 10.1.1.116.4044 . S2CID 6167614. doi:10.1017/S0140525X00081061.
- Plooij, F.X. (1978). "Some basic traits of language in wild chimpanzees?" in A. Lock (ed.) Action, Gesture and Symbol. New York: Academic Press.
- Premack, D. (1971). „Language in a chimpanzee?”. Science. 172 (3985): 808—822. Bibcode:1971Sci...172..808P. PMID 5572906. doi:10.1126/science.172.3985.808.
- Roitblat, H.R., Herman, L.M. & Nachtigall, P.E. (Eds.)(1993). Language and Communication: Comparative Perspectives, 299–308. Hillsdale, NJ: Lawrence Erlbaum.
- Rumbaugh Duane M. (1980) Language behavior of apes. In Thomas A. Sebok and Jean-Umiker-Sebok(eds.): Speaking of Apes: A Critical Anthology of Two- Way Communication with Man. New York: Plenum Press, pp. 231–259.
- Savage-Rumbaugh, E.S.; McDonald, K.; Sevcik, R.A.; Hopkins, W.D.; Rupert, E (1986). „Spontaneous symbol acquisition and communicative use by pygmy chimpanzees (Pan paniscus)”. Journal of Experimental Psychology: General. 115 (3): 211—235. CiteSeerX 10.1.1.140.2493 . PMID 2428917. doi:10.1037/0096-3445.115.3.211.
- Sayigh, L.S., Tyack, P.L., Wells, R.S. & Scott, M.D. (1990).  Signature whistles of free-ranging bottlenose dolphins (Tursiops truncatus): stability and mother-offspring comparisons. Behavioral Ecology and Sociobiology, 247–260.
- Schusterman, R. J.; Gisiner, R. (1988). „Artificial language comprehension in dolphins and sea lions: The essential cognitive skills”. The Psychological Record. 34: 3—23. S2CID 148803055. doi:10.1007/BF03394849.
- Schusterman, R.J.; Gisiner, R. (1989). „Please parse the sentence: animal cognition in the Procrustean bed of linguistics”. Psychological Record. 39: 3—18. S2CID 151609199. doi:10.1007/BF03395051.
- Schusterman, R. J.; Kastak, D. (1993). „A California Sea-Lion (Zalaphos californianus) is capable of forming equivalence relations”. The Psychological Record. 43 (4): 823—839. S2CID 147715775. doi:10.1007/BF03395915.
- Schusterman, R. J.; Krieger, K. (1984). „California sea lions are capable of semantic comprehension”. The Psychological Record. 38 (3): 311—348. S2CID 148081685. doi:10.1007/BF03395027.
- Skinner, B.F. (1957). Verbal behavior. Englewood Cliffs, NJ: Prentice-Hall.
- Wilkie, R.; McKinnon, A. (2013). „George Herbert Mead on Humans and Other Animals: Social Relations after Human-Animal Studies”. Sociological Research Online. 18 (4): 19. S2CID 146644748. doi:10.5153/sro.3191.
- Wittmann, Henri (1991). „Classification linguistique des langues signées non vocalement” (PDF). Revue Québécoise de Linguistique Théorique et Appliquée. 10 (1): 215—88.

## Spoljašnje veze
- Animal Communicator – Documentary
- „Zoosemiotics: animal communication on the web”. Архивирано 2005-10-25 на сајту
- The Animal Communication Project
- International Bioacoustics Council research on animal language.
- Animal Sounds different animal sounds to listen and download.
- „The British Library Sound Archive”. Архивирано на веб-сајту  (22. јул 2010) contains over 150,000 recordings of animal sounds and natural atmospheres from all over the world.